# Franklin W. Dixon
Pour les articles homonymes, voir Dixon.
Cet article court présente un sujet plus développé dans : Les Frères Hardy.
Franklin W. Dixon est le pseudonyme collectif (ou nom de maison : house name (en)) de plusieurs auteurs des séries policières pour la jeunesse ayant pour protagonistes Les Frères Hardy (en anglais The Hardy Boys). Ce pseudonyme a aussi été utilisé pour la série Ted Scott Flying (1927–1943). Ces auteurs appartenaient tous au Stratemeyer Syndicate, spécialisé dans les romans pour la jeunesse écrits collectivement.

## Auteurs répertoriés
La liste des auteurs des aventures des Frères Hardy comprend : 
- Leslie McFarlane (volumes 1–16 et 22–24)
- Steven Grant, (3, 6, 14, 19, 29 et 62)
- John Button (17 à 21)
- Ron Goulart, (23, 30 et 44)
- Harriet Adams (25-26, 43)
- George Waller Jr. (27)
- Andrew E. Svenson (28 à 30, 45, 48, 50, 52 à 54)
- William Dougherty (31, 33[Ce passage est incohérent])
- Richard Cohen (32)
- Charles S. Strong (34)
- John Almquist (35-36)
- James Duncan Lawrence (37 à 39, 58)
- James Buechler (40-41)
- Alistair M. Hunter (42)
- David Grambs (44)
- Tom Mulvey (46)
- Jerrold Mundis (47)
- Vincent Buranelli (49, 51, 55 à 57)
- David L. Robbins (57[Ce passage est incohérent])
- Larry Mike Garmon (27, 36, 39, 43, 46[Ce passage est incohérent], et 126)
- Rick Oliver, (33, 40, 45, 50[Ce passage est incohérent], 59, 69, 77, 85, 93 et 100)
- Jonathan Healy (112 et 127)